# 華僑城（亞洲）
華僑城（亞洲）控股有限公司（港交所：3366）是華僑城集團公司旗下公司，前身是華力控股，公司在2005年11月2日在香港交易所上市。
華力控股上市時的主要是生產瓦楞紙板及印刷紙箱。2007年，
華力控股以1.4億港元收購華僑城集團全資持有的OCT Investment的49%股權。OCT Investment持有成都華僑城25%股權。
其後，華力控股易名為華僑城亞洲，並獲得西安華僑城項目權益。成都和西安華僑城項目包括包括主題公園、及周邊酒店、商業及住宅物業發展。
2012年1月，華僑城（亞洲）以22.32億元人民幣向華僑城股份購入上海房地產項目蘇河灣50.5%股權。
2012年11月2日，旗下間接全資附屬銳振與深圳上市公司天津津濱發展訂立協議，以代價為3.84億元（人民幣‧下同）收購天津天瀟投資發展全部股權及其所附帶之所有權利，並將承擔天津天瀟10.47億元的債務。

2014年12月16日，華僑城（亞洲）斥資2.89億元向新鴻基地產購入觀塘海濱道181號的One Harbour，26樓1、2及3號單位和地面及1樓的7個停車位，單位總實用面積約為13512平方呎。
2018年5月10日，華僑城（亞洲）全資附屬公司華昌國際以11.76億元人民幣收購北京萬達文化産業集團旗下蘇州萬程晟達旅遊發展有限公司（同程藝龍）5.11%的股權
2018年8月31日，華僑城（亞洲）全資附屬公司華昌國際以每股3.96港元，斥資18.24億港元購入禹洲地產4.6億股，有關股份佔已發行股本的9.9%

## 外部連結
- 華僑城（亞洲）公司網站 （页面存档备份，存于）